# Ère Meiō
L'ère Meiō (明応), aussi appelée Mei-ō,  est une des ères du Japon (年号, nengō, lit. « nom de l'année ») après l'ère Entoku et avant l'ère Bunki. Cette ère couvre la période allant du mois de juillet 1492 au mois de février 1501. Les empereurs régnants sont Go-Tsuchimikado-tennō (後土御門天皇) et Go-Kashiwabara-tennō (後柏原天皇).

## Changement d'ère
- 1492 Meiō gannen (明応元年?) : Le nom de la nouvelle ère est créé pour marquer un événement ou une succession d'événements. La précédente ère se termine quand commence la nouvelle, en Entoku 4.

## Événements de l'ère Meiō
- 1492 (Meiō 1, 8e mois) : Le shogun Yoshimura[3] mène une armée contre Takayori dans la province d'Ōmi et assiège Mii-dera. Takayori s'enfuit par les pentes du mont Koka. Le shogun Yoshimura retourne alors à Heian-kyō[4].
- 1492 (Meiō 2,1re mois) : Le régent kampaku Ichijō Fuyuyoshi est nommé daijō-daijin[4].
- 1492 (Meiō 2, 2e mois) : Le shogun Yoshimura, accompagné de Hatakeyama Masanaga, marche contre la province de Kawachi, avec l'intention de capturer et mettre à mort Hatakeyama Toshitoyo, fils de Hatakeyama Yoshinari[4]
- 12 septembre 1495 (Meiō 4, 24e jour du 8e mois) : Séisme à Kashima (Latitude: 35.100/Longitude: 139.500), 7,1 magnitude sur l'échelle de Richter[5].
- 9 juillet 1498 (Meiō 7, 20e jour du 6e mois) : Séisme dans la mer d'Enshunada. (Latitude: 34.400/Longitude: 137.700), 6,4 sur l'échelle de Richter[5].
- 20 septembre 1498 (Meiō 7, 2e jour du 7e mois) : Séisme dans la mer d'Enshunada (Latitude: 34.000/Longitude: 138.100), 8,6 sur l'échelle de Richter et aussi ce même jour, autre séisme à Nankaidō (Latitude: 33.500/Longitude: 135.200), 7,5 sur l'échelle de Richter[5].

| Meiō      | 1re  | 2e   | 3e   | 4e   | 5e   | 6e   | 7e   | 8e   | 9e   | 10e  |
| Grégorien | 1492 | 1493 | 1494 | 1495 | 1496 | 1497 | 1498 | 1499 | 1500 | 1501 |